# Achias hendeli
Achias hendeli är en tvåvingeart som beskrevs av Mcalpine 1994. Achias hendeli ingår i släktet Achias och familjen bredmunsflugor. Inga underarter finns listade i Catalogue of Life.